# Єроним Вовчанський
Єроним Вовчанський (пом.14 жовтня 1754) — український релігійний діяч у Речі Посполитій, ігумен Монастиря Святого Духа у Вільнюсі.
Рідний брат архієпископа Йосипа Вовчанського.

## Життєпис
Походив з української шляхти.
Закінчив Києво-Могилянську академію.
З 1734 — «старший» ігумен Монастиря Святого Духа у Вільнюсі.
Заявив про себе як про енергійного і рішучого діяча.
У 1742 році обраний для возведення на єпископа Могилівського і Мстиславського, але довго не затверджувався польським урядом. Єроним мав жити у Москві.
2 жовтня 1744 року хіротонізований в Москві на єпископа Могилівського і Мстиславського.
Єпископ Єроним прийняв єпархію у вкрай тяжкому становищі — шкіл не було, духовенство було залякане, та й православний народ перебував у страшному загоні. Більшість православних церков було перетворено на уніатські. Усюди діяли уніати, які зуміли навіть хіротонію Єронима в сан єпископа затримати майже на два роки. Єпископ Єроним енергійно виступив на захист православ'я і зайнявся відновленням православних церков. Його діяльність викликала жорстке переслідування з боку католицизму. Навіть посли Російської імперії у Варшаві не тільки не захищали єпископа Єронима, а й, навпаки, написали про нього імператриці Єлизаветі як про людину неспокійну.
Однак, незважаючи на все це, єпископ Єроним продовжував боротьбу. Він поширював освіту, прагнучи підняти престиж православної церкви на належну висоту. Вовчанський наполіг на призначенні особливої комісії для розбору скарг православних щодо заподіяної їм кривди з боку католиків та уніатів. Правда, на той час діяльність комісії не принесла відчутних результатів, але вона підготувала масу матеріалу, яким згодом блискуче скористався наступник єпископа Єронима архієпископ Григорій Кониський.
Боротьба з католиками і уніатами досягла крайньої напруги; єпископ Єроним, як доблесний пастир, в цій боротьбі забував про себе.
Помер 14 жовтня 1754 року. Похований у Спаській Могилівській церкві.
Преосвященний Єроним залишив пам'ять про себе як про видатного діяча і ревнителя православ'я.